# Peter Adkison
Peter D. Adkison är en spelutvecklare, en av startarna till Wizards of the coast och Hidden City Games. Peter Adkison är den nuvarande ägaren av Gen Con. Hans verk inkluderar bland annat The Primal Order, ett "kronstenssystem" som används till vilket antal rollspel som helst. Från 1993 till 2001 var Adkison VD för Wizards of the coast. Han sålde Wizards till Hasbro i januari 2001. År 2005 var han VD för Hidden City Games, för att marknadsföra deras nya spel Clout Fantasy. Adkison är ett stort fan till rollspel generellt och till Dungeons & Dragons i synnerhet. 

## Bakgrund
Som barn spelade Peter Adkison strategispel och krigsspel. År 1978 kom han i kontakt med Dungeons & Dragons, och han blev genast väldigt fascinerad. Han gillar flera spel, bland annat: Magic: The Gathering, Settlers of Catan, RoboRally, Call of Cthulhu (rollspel), Legend of the Five Rings Roleplaying Game och Vampire: The Masquerade.